# Василівка (Березнегуватська селищна громада)
Васи́лівка — село в Україні, у Березнегуватській селищній громаді Баштанського району Миколаївської області. Населення становить 16 осіб.